# Nederpeel-Grave
Nederpeel-Grave is een natuurgebied ten westen van Heibloem, nabij  buurtschap Caluna in de Nederlandse gemeente Leudal.
Dit landgoed is 75 ha groot, waarvan 55 ha bos en het overige deel grasland. Het was een particulier landgoed, maar de eigenaren hebben het in 2002 verkocht aan Staatsbosbeheer, teneinde de natuurwaarden voor de toekomst veilig te stellen.
Oorspronkelijk lag hier veen, maar dat is verdwenen. Een leemlaag op ruim 1 meter diepte zorgt voor een vochtige bodem. De bossen in het gebied zijn dan ook grotendeels op rabatten aangelegd.
De Neerpeelbeek stroomt door dit gebied. Deze was gekanaliseerd maar kan sinds het eerste decennium van de 21e eeuw weer meanderen.
In het gebied vindt men broekbos en populierenplantages. Enkel in de laagste delen zijn nog restanten van de oorspronkelijke vegetatie te vinden. Daar komt onder meer grote boterbloem voor.
Ten westen van dit gebied vindt men het natuurgebied Kruisvennen, in het noorden de Groote Moost, in het zuidwesten De Zoom.